# Tazart
Tazart (franska: Tazart (CR), Tazart (Commune Rurale), arabiska: تمزوزت) är en kommun i Marocko.   Den ligger i provinsen Al Haouz och regionen Marrakech-Safi, i den centrala delen av landet, 280 km söder om huvudstaden Rabat. Antalet invånare är 14 583.